# Daniel Adlung
Daniel Adlung (* 1. Oktober 1987 in Fürth) ist ein deutscher Fußballspieler. Er ist offensiver Mittelfeldspieler.

## Karriere

### Vereine
In seiner Jugend spielte Adlung für den SV Hiltpoltstein, den 1. FC Nürnberg und die SpVgg Greuther Fürth. In den Spielzeiten 2005/06, 2006/07 und 2007/08 spielte er in der 2. Fußball-Bundesliga für die Profi-Mannschaft der Fürther. Zu Beginn der Saison 2008/09 wechselte er ablösefrei zum Bundesligisten VfL Wolfsburg, bei dem er jedoch nur in der in der Regionalliga Nord spielenden zweiten Mannschaft zum Zuge kam.
Zur Spielzeit 2009/10 wechselte Adlung auf Leihbasis zum TSV Alemannia Aachen. Zu Beginn der Spielzeit 2010/11 wechselte er zu Energie Cottbus. Im April 2013 verpflichtete der TSV 1860 München Adlung zur Saison 2013/14 mit einem Dreijahresvertrag. Nach dem Abstieg in der Saison 2016/17 verließ er den Verein nach vier Jahren. Im September 2017 folgte er dem deutschen Trainer Marco Kurz zum australischen Erstligisten Adelaide United und unterzeichnete einen Zweijahresvertrag.
Zur Saison 2018/19 kehrte Adlung zur SpVgg Greuther Fürth zurück. Dort fungierte er in der zweiten Mannschaft in der viertklassigen Regionalliga Bayern als spielender Co-Trainer von Petr Ruman. Der 30-Jährige erhielt einen Vertrag bis zum 30. Juni 2021. In seiner ersten Spielzeit kam er auf 28 Einsätze (alle von Beginn), in denen er ein Tor erzielte. Auch in der Saison 2019/20, die aufgrund der COVID-19-Pandemie unterbrochen und als Spielzeit 2019–21 fortgeführt wurde, war Adlung Stammspieler und kam bis Januar 2021 zu 27 Einsätzen (alle von Beginn), in denen er 4 Tore erzielte.
Im Januar 2021 wechselte Adlung bis zum Ende der Spielzeit 2019–21 innerhalb der Regionalliga Bayern auf Leihbasis zum 1. FC Schweinfurt 05. Im Frühjahr 2022 kehrte Adlung nach Fürth zurück. 

### Nationalmannschaft
Adlung war Auswahlspieler verschiedener DFB-Mannschaften. 2009 wurde er mit der deutschen U-21-Nationalmannschaft um Mesut Özil und Manuel Neuer Europameister. Bei der Endrunde in Schweden kam er jedoch nicht zum Einsatz.

## Sonstiges
Adlung stammt aus dem Hiltpoltsteiner Gemeindeteil Kappel. Er ernährt sich vegan.

## Erfolge
- U-21-Europameister 2009